# Markéta Fialová
Markéta Fialová (* 5. února 1971 Praha) je česká moderátorka známá zejména z Televizních novin a magazínu Víkend na TV Nova. Od roku 2014 do roku 2019 moderovala pořad Střepiny. Od roku 2020 je moderátorkou CNN Prima News, kde krátce moderovala pořad Silný hlas Markéty Fialové, který byl po sléze zrušen. FTV Prima však nově uvedla Zprávy z regionů, kterých se stala Markéta Fialová moderátorkou. Od dubna 2025 má na TV Prima vlastní pořad SOUVISLOSTI Markéty Fialové, který je náhradou za zrušených 168 hodin České televize.

## Životopis
Markéta Fialová vyrůstala spolu s rodiči a s mladší sestrou v Praze.
Je absolventkou Fakulty sociálních věd Univerzity Karlovy v oboru masová komunikace. Novinářskou kariéru začala ještě před přijetím na Karlovu Univerzitu v deníku Mladá fronta, kde pracovala jako redakční elévka v oddělení vědy a techniky. Přispívala do několika časopisů a novin, byla pomocnou redaktorkou, dramaturgyní a reportérkou investigativního pořadu Fakta na České televizi. od roku 1993 až do roku 2001, kdy nastoupila na mateřskou dovolenou s dcerou Almou, byla moderátorkou zpravodajské relace na Premiéra TV (dnes FTV Prima), kde si odbyla svůj debut před televizními kamerami.
V roce 2004 se jí narodila dcera Emma. Krátce po jejím narození opustila Českou televizi a spolu s Karlem Voříškem od roku 2005 vytvořila moderátorskou dvojici Televizních novin. Společně se objevovali na předních příčkách oblíbenosti diváckých anket. Hned zpočátku kariéry na TV Nova se potýkala s tzv. únavovým syndromem a na čas odešla z obrazovky, ale nemoc překonala a vrátila se zpět. Také moderovala spolu s Karlem Voříškem magazín Víkend.
Když Karel Voříšek rozvázal v březnu 2013 spolupráci s TV Nova a v květnu 2013 přešel ke konkurenční FTV Prima, kde začal moderovat po boku Kláry Doležalové hlavní televizní relaci Zprávy Prima TV, Markéta Fialová po osmi letech v moderátorské dvojici s Voříškem začala moderovat sama.
Od 31. srpna 2014 do roku 2019 také moderovala zpravodajsko-publicistický pořadu Střepiny.
V roce 2019 oznámila Fialová, že přestupuje na stanici CNN Prima News. Spolu s ní odešli také Tomáš Vojáček, Václav Crhonek a Vítězslav Komenda (všichni TV Nova, Střepiny).
Markéta Fialová je již několik let aktivní patronkou charitativního projektu Spolu proti bariérám.

Na CNN Prima News měla pořad Silný hlas Markéty Fialové, objevila se jako moderátorka v Novém Dnu, moderovala politické volební debaty a moderuje Zprávy z regionů. V dubnu 2025 byl jako reakce na zrušení pořadu 168 hodin ČT uveden pořad TV Prima SOUVISLOSTI Markéty Fialové, ve kterém jsou odhalovány různé kauzy a případy či politika. Nejznámějším případem Souvislostí je sekta Guru Járy.